# Rolf Herings
Rolf Herings (ur. 10 lipca 1940 w Rheydt, zm. 29 września 2017 w Kolonii) – zachodnioniemiecki lekkoatleta, który specjalizował się w rzucie oszczepem. Trener piłkarski.

## Kariera oszczepnika
W 1965 w Budapeszcie zdobył złoty medal uniwersjady. Uzyskał wówczas rezultat 79,26 i pokonał o ponad półtora metra reprezentanta Włoch Vanni Rodeghiero. Uczestnik mistrzostw Europy w Belgradzie w roku 1962. Zajął tam 8. miejsce z wynikiem 74,95. Siódmy zawodnik igrzysk olimpijskich, które w 1964 roku odbyły się w Tokio (wynik: 74,72). Wielokrotny medalista mistrzostw kraju, reprezentant RFN w meczach międzypaństwowych – także przeciwko Polsce. Rekord życiowy: 82,48 (22 września 1961). Odległość ta była wówczas rekordem Niemiec.

## Kariera trenera piłki nożnej
W latach 1969–1972 Herings był trenerem bramkarzy piłkarskiego klubu 1. FC Köln. W 1972 roku objął stanowisko szkoleniowca jego pierwszej drużyny, występującej w rozgrywkach Bundesligi. Zadebiutował w niej 8 kwietnia 1972 w przegranym 4:2 meczu z 1. FC Kaiserslautern. 1. FC Köln trenował do końca sezonu 1971/1972. Następnie ponownie był trenerem bramkarzy, a w 1980 roku został tym czasowym trenerem pierwszej drużyny. Poprowadził ją w jednym meczu, a potem został trenerem kondycyjnym klubu. Funkcję tę pełnił do 2013 roku.